# Paideia

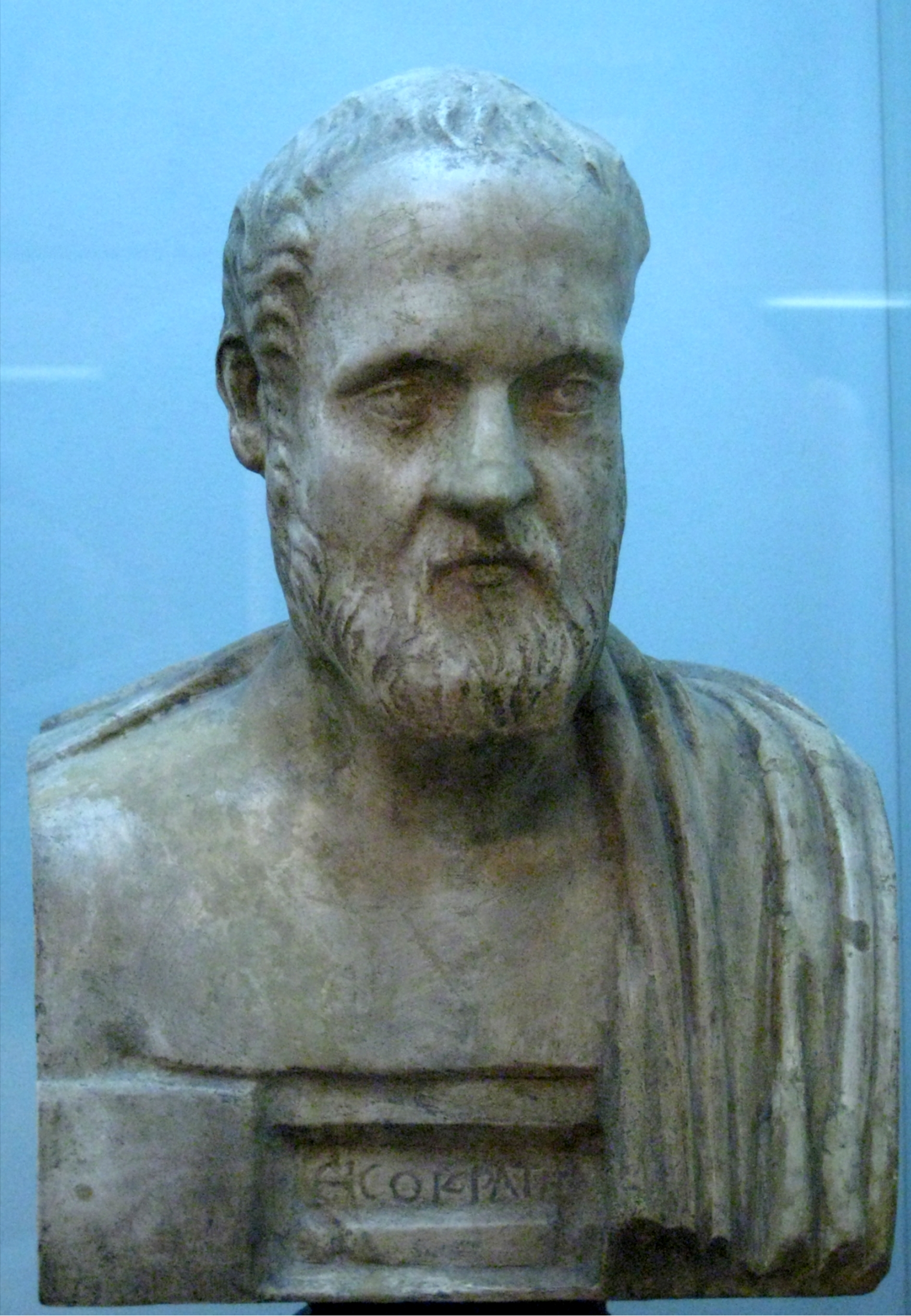
Isòcrates, en una còpia trobada a la Villa Albani (Roma), va ser un dels pensadors més notables sobre la paideia

En la cultura de l'antiga Grècia, el terme paideia (en grec παιδεία) es referia a la formació i l'educació del membre ideal de la polis. Incorporava matèries tant teòriques com pràctiques i estava enfocada cap a la socialització dels individus dins de l'ordre aristocràtic de la polis. Els aspectes pràctics d'aquest tipus d'educació incloïen matèries actualment denominades com a arts liberals (per exemple retòrica, gramàtica i filosofia), així com disciplines científiques com l'aritmètica i la medicina. Un membre ideal i reeixit de la polis havia de posseir un refinament intel·lectual, moral i físic, per la qual cosa es valoraven els exercicis gimnàstics i pugilístics per l'efecte que feien sobre el cos, mentre que l'educació moral en què creien els grecs s'obtenia mitjançant l'estudi de la música, la poesia i la filosofia. Aquesta idea sobre la formació del mascle grec «com cal» era comú a tot el món de parla grega, exceptuant-ne Esparta, on es practicava una forma rígida i militarista de l'educació coneguda com l'agogé.

## La idea de lapaideia
Els grecs consideraven que la  paideia  havia de ser duta a terme per la classe aristocràtica, que tendia a intel·lectualitzar la seva cultura i les seves idees. La cultura i el jovent s'emmotllaven a l'ideal del kalós kagathós, és a dir el que és bell i bo. Aquesta idea és similar a la de la cultura del cavaller medieval i a la del concepte anglès del gentleman.
La paideia grega és la idea de la perfecció, de l'excel·lència. La mentalitat grega era «ser sempre preeminent»; Homer ens informa que el rei Peleu va fer aquest encàrrec al seu fill Aquil·les. Aquesta idea és coneguda com l'àrete. L'areté era la idea central ideal de tota la cultura grega."
En la Ilíada, Homer retrata l'excel·lència de la condició física i el coratge dels grecs i els troians. En l'Odissea, Homer accentua l'excel·lència de la ment, del seny, que també eren indispensables per a la victòria. L'areté era una condició necessària del que significava ser un heroi i un component de l'art de la guerra imprescindible per al triomf. Es tractava de l'habilitat d'«aguantar el cap amb les mans» contra els enemics, els monstres i els perills de tota mena per esdevenir victoriós.
Aquesta mentalitat també es pot apreciar en la tendència dels grecs a reproduir i copiar només la literatura considerada «la millor»: als Jocs Olímpics, per exemple, hi havia competicions literàries de poesia, tragèdia i comèdia. L'areté impregnava tot el que feien els grecs. La mentalitat de l'areté es pot estendre fins i tot a les paideies rivals dels filòsofs grecs Isòcrates i Plató, cadascun dels quals va crear escoles altament influents a Grècia. Si bé tots dos rebutjaven l'educació de la polis de l'època, la seva rivalitat en els camps de la retòrica i la ciència per assolir el lideratge en el terreny de l'educació i la cultura va esdevenir insuperable. En el seu tractat Antídosis, Isòcrates es va veure obligat a defensar-se de les acusacions que li feien segons les quals l'educació tornava la gent depravada, cosa que Sòcrates i Plató van discutir obertament en La República. En la introducció de Contra els sofistes, Isòcrates diu clarament que el Gòrgies i el Protàgores, dos diàlegs de Plató, disparen contra ell, i vol establir el seu propi ideal de paideia en contra del dels altres dos.
En el discurs modern, el classicista germanoamericà Werner Jaeger, en la seva influent obra mestra Paideia (3 vols. publicats a partir del 1934; vegeu més avall), fa servir el concepte de paideia per esbossar el desenvolupament del pensament i l'educació grecs des d'Homer fins a Demòstenes. En el món anglosaxó, el concepte de paideia el va fer servir també Mortimer Adler en la seva crítica dels sistemes educatius contemporanis occidentals, i Lawrence A. Cremin en les seves històries sobre l'educació als Estats Units.

## L'«àuria mitjania»
Els grecs es descrivien a ells mateixos com a «amants de la bellesa», i estaven molt en sintonia amb l'estètica. Veien i apreciaven la bellesa en la natura. Van ser conscients d'una proporció particular anomenada la secció àuria (arrodonint, 1,618) i la seva recurrència en moltes coses. Parlaven de la necessitat de l'equilibri com de l'«àuria mitjania» —és a dir, escollir el punt mitjà i no els extrems— i creien que la bellesa no es trobava en la superficialitat del color, la llum o la forma, sinó en l'essència de l'ésser, expressat en l'estructura, la línia i la proporció.
Els grecs buscaven l'equilibri en tots els aspectes de l'activitat humana i l'experiència. L'àuria mitjania és l'expressió cultural d'aquest principi tot al llarg de la paideia grega: en l'arquitectura, l'art, la política i la psicologia humana.

## La influència d'Isòcrates en lapaideia
Isòcrates va contribuir a fer d'Atenes una de les ciutats líders de Grècia amb la seva paideia. L'objectiu d'Isòcrates era construir una pràctica de l'educació i la política que es demostressin vàlides en la pràctica deliberativa democràtica sense perdre la seva respectabilitat intel·lectual. Volia elevar el seu públic atenès al nivell de la filosofia fent que apliquessin, en particular, un principi de consistència intel·lectual consistency a les seves vides. Els aspectes fonamentals de la seva paideia eren l'assoliment de la coherència en tots els nivells: individual, cívic i panhel·lènic. La paideia isocràtica va esdevenir crucial per a la supervivència de la polis mitjançant la identificació de l'excel·lència retòrica amb l'excel·lència política i amb l'elevació del seu públic fins a l'estatus de filòsofs.

## Dites i sentències que definien lapaideia
- «Coneix-te a tu mateix» i «Res en excés» es trobaven en llavis de tothom.[5] Aquestes paraules eren inscrites al temple de Delfos.
- «Les coses belles són difícils.»[6]